# 第2回全国大学サッカー選手権大会
第2回全国大学サッカー選手権大会は1954年1月2日から1月6日にかけて開催された全日本大学サッカー選手権大会である。立教大学が初優勝を果たした。

## 概要
自由参加制をとっており、全国から23校（うち2校が棄権）が参加した。準決勝までの試合は35分ハーフで行われる。

### 大会日程
- 1954年1月2日 - 1回戦
- 1954年1月3日 - 2回戦
- 1954年1月4日 - 準々決勝
- 1954年1月5日 - 準決勝
- 1954年1月6日 - 決勝、三位決定戦

### 開催競技場
- 明治神宮外苑競技場
- 神宮絵画館前球場

## 出場大学
- 北海学園大学（初）
- 北海道大学（2回目）
- 岩手大学（2回目）
- 東北学院大学（初）
- 宇都宮大学（2回目）
- 学習院大学（2回目）
- 慶應義塾大学（2回目）
- 千葉大学（棄権）
- 中央大学（2回目）
- 東京大学（2回目）
- 東京学芸大学（2回目）
- 東京教育大学（2回目）
- 明治大学（2回目）
- 山梨大学（棄権）
- 横浜市立大学（初）
- 立教大学（2回目）
- 早稲田大学（2回目）
- 清水商船大学（2回目）
- 名古屋大学（初）
- 甲南大学（初）
- 岡山大学（2回目）
- 広島大学（2回目）
- 鹿児島大学（2回目）

## 試合日程・結果

### 1回戦
| 1954年1月2日 |

| 東京教育大学 | 2 - 1 | 清水商船大学 |
|              |       |              |

|  |

| 1954年1月2日 |

| 宇都宮大学 | 0 - 5 | 早稲田大学 |
|            |       |            |

|  |

| 1954年1月2日 |

| 鹿児島大学 | 4 - 3 延長 | 東北学院大学 |
|            |            |              |

|  |

| 1954年1月2日 |

| 岡山大学 | 0 - 5 | 立教大学 |
|          |       |          |

|  |

| 1954年1月2日 |

| 北海学園大学 | 0 - 3 | 広島大学 |
|              |       |          |

|  |

| 1954年1月2日 |

| 東京大学 | 3 - 2 | 岩手大学 |
|          |       |          |

|  |

| 1954年1月2日 |

| 中央大学 | 6 - 0 | 甲南大学 |
|          |       |          |

|  |

### 2回戦
| 1954年1月3日 |

| 北海道大学 | 1 - 9 | 東京教育大学 |
|            |       |              |

|  |

| 1954年1月3日 |

| 名古屋大学 | 0 - 4 | 早稲田大学 |
|            |       |            |

|  |

| 1954年1月3日 |

| 横浜市立大学  | 2 - 3 | 鹿児島大学                             |
| 得点者不明2 , |       | 得点者不明 · 外園 前21分 · 外園 前22分 |

|  |

| 1954年1月3日 |

| 明治大学 | 1 - 3 | 立教大学 |
|          |       |          |

|  |

| 1954年1月3日 |

| 学習院大学    | 2 - 2 延長・抽選 | 広島大学           |
| 得点者不明2 , |                  | 河面 · 箱田 前31分 |

|  |

| 1954年1月3日 |

| 東京学芸大学 | 1 - 0 | 東京大学 |
|              |       |          |

|  |

| 1954年1月3日 |

| 千葉大学 | 棄権 - 不戦勝 | 中央大学 |
|          |               |          |

|  |

| 1954年1月3日 |

| 山梨大学 | 棄権 - 不戦勝 | 慶應義塾大学 |
|          |               |              |

|  |

### 準々決勝
| 1954年1月4日 |

| 東京教育大学 | 1 - 3 | 早稲田大学                           |
| 得点者不明   |       | 得点者不明 · 得点者不明 · 得点者不明 |

|  |

| 1954年1月4日 |

| 鹿児島大学 | 0 - 6 | 立教大学 |
|            |       |          |

|  |

| 1954年1月4日 |

| 広島大学    | 1 - 2 | 東京学芸大学            |
| 河面 前30分 |       | 得点者不明 前7分 · 沖田 |

|  |

| 1954年1月4日 |

| 中央大学               | 3 - 1 | 慶應義塾大学 |
| 日比野 · 得点者不明2 , |       | 自殺点       |

|  |

### 準決勝
| 1954年1月5日 |

| 早稲田大学 | 0 - 2 | 立教大学                             |
|            |       | 得点者不明 前6分 · 得点者不明 後24分 |

|  |

| 1954年1月5日 |

| 東京学芸大学               | 2 - 3 | 中央大学                                      |
| 自殺点 後9分 · 箱田 後31分 |       | 自殺点 前10分 · 得点者不明 · 得点者不明 後5分 |

|  |

### 三位決定戦
| 1954年1月6日 |

| 早稲田大学 | 3 - 3 延長・引分 | 東京学芸大学 |
|            |                  |              |

|  |

### 決勝
| 1954年1月6日 |

| 立教大学                                              | 4 - 2 | 中央大学                         |
| 高林 前25分 · 鈴木 前42分 · 田中 前44分 · 横森 後30分 |       | 吉原 前44分 · 長沼 後22分 (pen.) |

|  |

## 最終結果
| 第2回全国大学サッカー選手権大会 優勝チーム |
| ------------------------------------------ |
| 立教大学 初                                |

## 主な出場選手
- 岩淵功（慶應義塾大学）
- 長沼健（中央大学）
- 三村恪一（中央大学）
- 小沢通宏（東京教育大学）
- 福原黎三（東京教育大学）
- 村岡博人（東京教育大学）
- 高林隆（立教大学）